# Zaireichthys kavangoensis
Zaireichthys kavangoensis és una espècie de peix pertanyent a la família dels amfílids i a l'ordre dels siluriformes.

## Etimologia
Zaireichthys prové del riu Zaire (el nom com era conegut abans el riu Congo) i del mot grec ichtys (peix), mentre que kavangoensis fa referència al riu Okavango d'on és pròpia aquesta espècie.

## Descripció
El mascle fa 2,3 cm de llargària màxima i la femella 2,7. Línia lateral moderada, la qual acaba, generalment, per sobre de la meitat anterior de l'aleta anal. Musell arrodonit, no sobresurt molt més enllà de la boca i amb el perfil arquejat. Ulls relativament grans. Amplada de la boca inferior a la meitat de l'amplada del cap. Barbetes sensorials maxil·lars arribant a la base de les aletes pectorals. Aleta caudal lleugerament emarginada, amb el lòbul inferior més llarg que el superior i amb 11-13 radis ramificats. Aleta anal amb 9-12 radis i pectorals amb 6 radis ramificats (encara que l'holotip en té 7). 6-7 radis branquiòstegs (en general, 7). 37-38 vèrtebres. 6 parells de costelles. Presenta un reguitzell de taques fosques al dors, un altre de 10 taques als flancs i un tercer al ventre (entre tots ells hi ha taques marrons disperses, les quals esdevenen més espaiades a l'àrea posterior). Melanòfors petits. Taca fosca a l'extrem de les espines de l'aleta dorsal. Aleta caudal amb una taca fosca a la base, una franja a mig camí al llarg de tota l'aleta i rastres d'una banda a prop de l'extrem. Cap de color marbre i amb les galtes clares. Es diferencia de Zaireichthys monomotapa per tindre una línia lateral més curta i un menor nombre de radis a les aletes dorsal i caudal, de Zaireichthys kafuensis per posseir un cap més estret i un nombre menor de radis a les aletes imparelles, i de Zaireichthys pallidus per les seues barbetes sensorials més curtes i la coloració (fileres de taques vs. color clar amb taques fines).

## Hàbitat i distribució geogràfica
És un peix d'aigua dolça, bentopelàgic i de clima tropical, el qual viu a Àfrica: és un endemisme dels hàbitats sorrencs del riu Okavango a la franja de Caprivi (Namíbia).

## Observacions
És inofensiu per als humans i el seu índex de vulnerabilitat és baix (10 de 100).